# Rhipsalis neves-armondii
 Rhipsalis neves-armondii ist eine Pflanzenart in der Gattung Rhipsalis aus der Familie der Kakteengewächse (Cactaceae). Das Artepitheton neves-armondii ehrt den Brasilianer Amaro Ferreira das Neves Armond, einen Direktor des Brasilianischen Nationalmuseums.

## Beschreibung
Rhipsalis neves-armondii wächst epiphytisch oder  lithophytisch, ist strauchig mit reich mesotonisch verzweigten, mehr oder weniger aufrechten Trieben von begrenztem Wachstum. Die drehrunden, tiefgrünen, in Quirlen angeordneten Triebe weisen Durchmesser von 5 Millimeter auf und erreichen eine Länge von bis zu 10 Zentimeter.
Die silberweißen bis gelblich weißen, radförmigen Blüten erscheinen nahe der Triebspitzen und erreichen einen Durchmesser von bis zu 4 Zentimeter. Die kugelförmigen, beerenartigen Früchte sind rosafarben.

## Verbreitung, Systematik und Gefährdung
Rhipsalis neves-armondii ist in den brasilianischen Bundesstaaten Rio de Janeiro, São Paulo, Paraná und Santa Catarina verbreitet.
Die Erstbeschreibung erfolgte 1890 durch Karl Moritz Schumann. Ein nomenklatorisches Synonym ist Lepismium neves-armondii (K.Schum.) Backeb. (1936).
Es werden folgende Formen unterschieden:
- Rhipsalis neves-armondii f. neves-armondii
- Rhipsalis neves-armondii f. megalantha (Loefgr.) Barthlott & N.P.Taylor

In der Roten Liste gefährdeter Arten der IUCN wird die Art als „Least Concern (LC)“, d. h. als nicht gefährdet geführt.

## Nachweise